# Jan Kamiński (1922–2016)
Jan Kamiński (ur. 1 stycznia 1922 w Jarosławiu, zm. 3 stycznia 2016 w Warszawie) – polski spółdzielca i polityk, poseł na Sejm PRL VI, VII i VIII kadencji, minister bez teki i minister (1976–1980).

## Życiorys
Syn Władysława i Anieli. Od 1944 do 1945 służył w Wojsku Polskim w czasie II wojny światowej. W 1948 wstąpił do Polskiej Zjednoczonej Partii Robotniczej. Ukończył Wyższą Szkołę Gospodarstwa Wiejskiego w Łodzi. Był działaczem spółdzielczym. W latach 1948–1951 pracował w Centrali Rolniczej Spółdzielni „Samopomoc Chłopska”. Od 1951 do 1956 był zastępcą dyrektora i następnie dyrektorem Centralnego Zarządu Polskich Zakładów Zbożowych, a następnie, do 1957, dyrektorem departamentu w Ministerstwie Skupu. W latach 1957–1965 pełnił funkcję naczelnego dyrektora Centralnego Zarządu Przemysłu Młynarskiego i następnie Centrali Przemysłu Zbożowo-Młynarskiego PZZ. Od 1965 do 1969 był wiceprezesem „Samopomocy Chłopskiej”. W latach 1969–1971 był związany z resortem przemysłu spożywczego i skupu, a od 1971 do 1988 był prezesem „Samopomocy Chłopskiej”. Od stycznia do marca 1976 pełnił urząd podsekretarza stanu w Ministerstwie Handlu Wewnętrznego i Usług. W okresie od 27 marca 1976 do 8 października 1980 był ministrem bez teki w rządach Piotra Jaroszewicza i Edwarda Babiucha oraz Edwarda Babiucha i Józefa Pińkowskiego. Od czerwca 1976 był prezesem Naczelnej Rady Spółdzielczości.
W latach 1972–1985 był posłem na Sejm PRL VI, VII i VIII kadencji.
Od 1975 do 1981 i od 1986 do 1990 był członkiem Komitetu Centralnego PZPR. W latach 1986–1989 był członkiem Ogólnopolskiego Komitetu Grunwaldzkiego.

## Śmierć

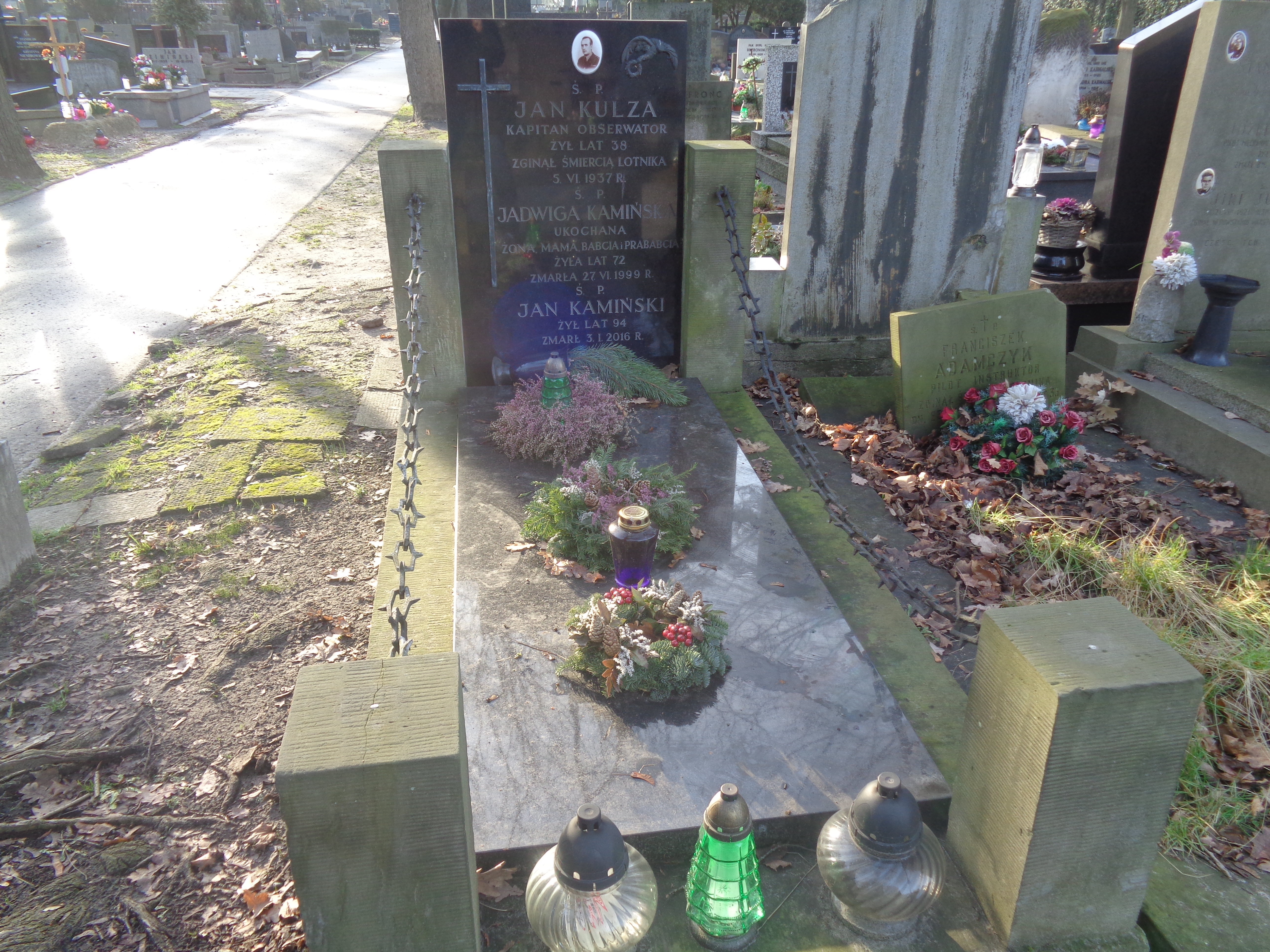
Grób Jana Kamińskiego i Jana Kulzy na Cmentarzu Wojskowym na Powązkach

Zmarł 3 stycznia 2016 i 12 stycznia po mszy w Kościele św. Antoniego został pochowany w grobie rodzinnym na Cmentarzu Wojskowym na Powązkach (kwatera C16-1-1).

## Odznaczenia
- Order Sztandaru Pracy I klasy
- Krzyż Oficerski Orderu Odrodzenia Polski
- Krzyż Kawalerski Orderu Odrodzenia Polski
- Złoty Krzyż Zasługi (1955)[6]
- Srebrny Krzyż Zasługi (1952)[7]
- Złota odznaka „Zasłużonemu w rozwoju województwa katowickiego” (1978)[8]